# Monte Cucco (Alpi Giulie)
Il monte Cucco (in sloveno Tolminski Kuk) con 2.086 m s.l.m. è una cima della Catena Nero-Tolminski Kuk-Rodica.